# Sajber terorizam
Sajber terorizam, u širem smislu, predstavlja napade i pretnje usmerene protiv računara, računarskih mreža i informatičke opreme za skladištenje podataka sa svrhom zastrašivanja i uticanja na vladajuće strukture i javnost u političkom i socijalnom životu. Ovi napadi su uglavnom usmereni na personalne računare, a obavljaju se uglavnom pomoću virusa.
Kako još nije potpuno razjašnjeno šta je tačno sajber terorizam često dolazi do nesporazuma u tumačenju. Pod pojmom sajber terorizam često se pogrešno podrazumevaju slučaji računarske ili internet zloupotrebe, kao što su hakerske aktivnosti, širenje virusa i čitav spektar računarskih on-line incidenata koji nose tek marginalne štete ili teškoće. U prošlosti su se događali informatički incidenti u kojima su učestvovale terorističke organizacije, ali oni nisu uzrokovali veće štete, osim finansijske. Neki od kriterijuma koje je potrebno ispuniti da bi se računarski napad (engl. cyber attack) klasifikovao kao sajber terorizam jesu identitet osobe koja planira ili sprovodi napad, perspektiva iz koje se napad sprovodi te rezultat i šteta koja je pričinjena.

## Definicija
Ne može se dati tačna definicija sajber terorizma, a postoji i ozbiljna debata oko utvrđivanja njegovog obima. Polje sajber terorizam se umnogome poklapa sa visokotehnološkim kriminalom ili čak i običnim terorizmom.

### Neke objavljene definicije sajber terorizma
„Sajber terorizam predstavlja sa predumišljajem, politički motivisane napade od strane nacionalnih grupa ili tajnih agenata, ili pojedinaca protiv informacionih i računarskih sistema, računarskih programa i podataka koji dovode do nasilja nad civilnim metama.“.
Zvanična definicija sajber terorizma koju daju eksperti iz Centra za zaštitu nacionalne infrastrukture (engl. National Infrastructure Protection Center – NIPC) Sjedinjenih Američkih Država, definiše sajber terorizam kao „kriminalni akt izvršen kroz računare rezultujući u nasilju, smrti i/ili destrukciji, stvarajući teror radi ubeđivanja vlade da promeni svoju politiku“.
Mark Polit (engl. Marc Pollitt) navodi da sajber terorizam predstavlja unapred smišljen, politički motivisan, napad protiv informacija, računarskih sistema programa i podataka koji izazivaju nasilje i strah kod civilnih meta.
Poznati ekspert za sajber terorizam, Doroti Dening (engl. Dorothy Denning), definiše ga kao „nedozvoljeni napad ili pretnju napadom protiv računara, računarskih mreža ili sačuvanih podataka s ciljem da se zaplaši vlada ili njeni građani u cilju ostvarenja političkih ili drugih ciljeva“.

### Mišljenja stručnjaka
Neki stručnjaci smatraju da je termin „sajber terorizam“ neprikladan, jer računarski napadi mogu jednostavno da proizvedu neprijatnosti, a ne teror, kao što bi mogla bomba, ili druge hemijske, biološke, radiološke ili nuklearne eksplozivne (CBRN) naprave. Međutim, drugi veruju da će efekti širenja mreže računarskih napada biti nepredvidivi i da će moći da dovedu do dovoljno velikog ekonomskog poremećaja, straha i civilnih žrtava, da se kvalifikuju kao terorizam.

## Elementi sajber terorizma
Kada je reč o elementima sajber terorizam, može se reći da su osnovni elementi: metode, alati, motivacije i ciljevi.

### Metode napada
Postoje tri metode napada sajber terorizma:
- Fizički napad - napad protiv računarskih objekata i/ili dalekovoda. Može se postići upotrebom konvencionalnog naoružanja sa ciljem da uništi ili ozbiljno ošteti njihove računare i terminale.
- Elektronski napad - napad koji se postiže upotrebom elektromagnetne visoke energije ili elektromagnetnog impulsa čime dolazi do preopterećenja strujnog kola računara ili mikrotalasnog radio prenosa.
- Napad računarske mreže. Ovo se postiže obično upotrebom zlonamernog koda kako bi se iskoristile slabosti softvera.

### Alati
- Krađa identiteta
- Ubacivanje virusa
- Upotreba štetnih softvera (engl. malware)
- Uništavanje ili manipulacija podataka

### Motivacije napada
- Političke promene
- Socijalne promene
- Ekonomske promene

### Ciljevi napada
- Vladine organizacije
- Personalni računari

## Istorija
Interesovanje javnosti za sajber terorizam počelo je krajem 80-tih godina prošlog veka. Kako se bližila 2000. godina, rastao je strah od virusa milenijumska buba (engl. millennium bug) kao i od potencijalnih napada sajber terorista. Posle 11. septembra 2001. godine, terorizam, a samim tim i njegov deo koji se odnosi na svet informacionih tehnologija dospeo je u žižu javnosti. Naslovne stranice u medijima bile su prepune naslova koji upozoravaju na mogućnost jednog jakog napada koji bi onemogućio Internet da funkcioniše.
Do kraja 2004. godine, nije zabeležen ni jedan napad hakera koji je odneo život jedne osobe. Većina napada je izazivala materijalnu ili finansijsku štetu, kao u slučaju kada su virusi napali i ugasili nevitalne sisteme jedne nuklearne elektrane, ali nikakvih dalekosežnijih posledica nije bilo.

## Sajber terorizam danas
Postoji dovoljno dokaza na raspolaganju da terorističke organizacije koriste sajber prostor za sprovođenje svojih napada. Teroristi koriste Internet i WWW (engl. World Wide Web) da komuniciraju jedni sa drugima, regrutuju članove, prikupljaju obaveštajne podatke, podignu novac legalno i ilegalno, organizuju i koordiniraju aktivnosti, ilegalno dobiju pasoše i vize, i distribuiraju propagandu.
Na primer: Neki avganistanski teroristi, kao što je Osama bin Laden (engl. Osama bin-Laden), navodno, imaju računare, komunikacionu opremu, kao i diskove za skladištenje velikih količina podataka za svoje operacije.
Hamas (engl. Hamas), bliskoistočna teroristička organizacija (engl. Middle Eastern terrorist organization), navodno koristi internet četovanje (engl. chat) i e-mail da planira i koordinira operacije u Gazi (engl. Gaza), na Zapadnoj obali (engl. West Bank), i Libanu (engl. Libanon).
Hezbolah (engl. Hizballah), druga bliskoistočna grupa, upravlja sa nekoliko veb sajtova (engl. website) u propagandne svrhe, da opiše napade protiv Izraela (engl. Israel), i jedan za vesti i informisanje.
Označavanje računarskog napada (engl. cyber attack) kao "sajber terorizam" je problematična zbog teškoća utvrđivanje identiteta, namera, ili političkih motiva jednog napadača sa sigurnošću. U okviru 22. U.S.C § 2656, "terorizam" se definiše kao smišljeno, politički motivisano nasilje počinjeno protiv civila od strane nacionalnih grupa ili tajnih agenata, obično za cilj da utiče na publiku.

## Primeri sajber terorizma
Da bi se izvele ovakve akcije, neophodno je da napadači poseduju veliko znanje o računarima. Ali, kao što svaki programer nije haker, tako ni svaki haker nema programersko umeće.
Godine 2003, računarski crv Slammer (veliki, uspešan malware) ubačen je i usporio je kontrolu energetskog sistema u Sjedinjenim Američkim Državama. Rezultat je bio da je osam država, dve kanadske provincije i oko 50 miliona ljudi ostalo bez električne energije.
U periodu 9-10. avgusta 2006. godine, jedan od četiri mejl servera NATO-a, bio je izložen seriji DoS napada od strane botnet a detektovan je od strane uređaja za nadgledanje (engl. monitoring). Napad je blokiran i izvršena rekonfiguracija servera.
U proleće 2007. banke, vladine agencije i političke stranke u Estoniji (engl. Estonia) napadnute su, Estonci tvrde, od strane Rusije (engl. Russia). Poznata po svom elektronskom poslovanju, Estonija je bila nakratko u potpunosti bez internet komunikacije i postala tako prvo poprište IT rata. Osim u Estoniji, takvi su napadi zabeleženi i na Gruziju (engl. Georgia) 2008. godine, u jeku sukoba s Rusijom, a i u Kirgistanu (engl. Kyrgyzstan).
Nemačke (engl. Germany) obaveštajne službe su prijavile sajber napade iz Kine na nekoliko nemačkih ministarstava i vladu u pokušaju da se otkriju poverljive informacije. Navodno su 2007. kineski hakeri postali tako uporni u svojim pokušajima industrijske špijunaže da je kancelarka Angela Merkel (engl. Angela Merkel) otvoreno zatražila od kineskih diplomata za vreme njihove posete Nemačkoj da se sa tim prestane.
Nemačka vlada je u međuvremenu odobrila nacrt zakona kojim bi se pojačala sigurnost državnih informacija i komunikacijskih kanala o kojem će uskoro raspravljati Bundestag.
Događaj koji je izazvao globalnu paniku desio se krajem septembra 2008. godine kada je grupa hakera koja se naziva "Greek Security Team", upala u računare CERN-a (Evropski centar za nuklearna istraživanja (engl. European Centre for Nuclear Research) toliko duboko da su se nalazili veoma blizu preuzimanja kontrole nad jednim od detektora LHC-a, najvećeg akceleratora čestica. Hakeri su u sistem provalili već prvog dana eksperimenta i postavili lažnu stranicu na sajt CERN-a, rugajući se stručnjacima odgovornim za računarski sistem nazivajući ih 'gomilom školaraca'. Predstavnici CERN-a saopštili su da nikakva materijalna šteta nije načinjena, ali je neugodno saznanje da su detektori, i cela skupocena skalamerija, podložni digitalnom ugrožavanju.
Veb portali državnih organa Srbije (engl. Serbia) često su poslednjih godina bili meta napada albanskih internet terorista. Najpoznatija grupa albanskih sajber terorista predstavlja se imenom KHG (engl. Kosovo Hacking Group - Kosovska hakerska grupa).
Računarske mreže su najranjivija infrastruktura i zato bi mogle biti glavna meta terorista, tvrde i američki stručnjaci koji već godinama upozoravaju na mogući elektronski Perl Harbor, digitalni 11. septembar ili Sajbergedon.
U junu 2010. godine, veliku pažnju javnosti privukao je Staksnet (engl. Stuxnet) – specijalno napravljen maliciozni program koji je zarazio Simensove SCADA uređaje koji kontrolišu naftovode, električna, nuklearna i druga industrijska postrojenja u Iranu, inficirajući najmanje 30.000 računara širom zemlje. Prema procenama stručnjaka, Staksnet je najsofisticiraniji maliciozni program ikad napravljen tj. predstavlja kombinaciju koja eksploatiše četiri različite ranjivosti u Windows operativnim sistemima.

## Literatura
- Colarik, Andrew M. (2006). Cyber Terrorism: Political And Economic Implications. Idea Group Pub. ISBN 978-1-59904-021-9.

## Spoljašnje veze
- BBC News - Researchers warn of new Stuxnet worm
- BBC News Israeli hacker retaliates to credit card hacking
- FBI plays down claim that hackers damaged US water pump
- Cyber terrorist threats loom 10 years after 9/11
- FBI — Cyber Terror Архивирано на веб-сајту  (20. април 2012)
- Cyberterrorism Hype v. Fact - Council on Foreign Relations